# Seckenheim

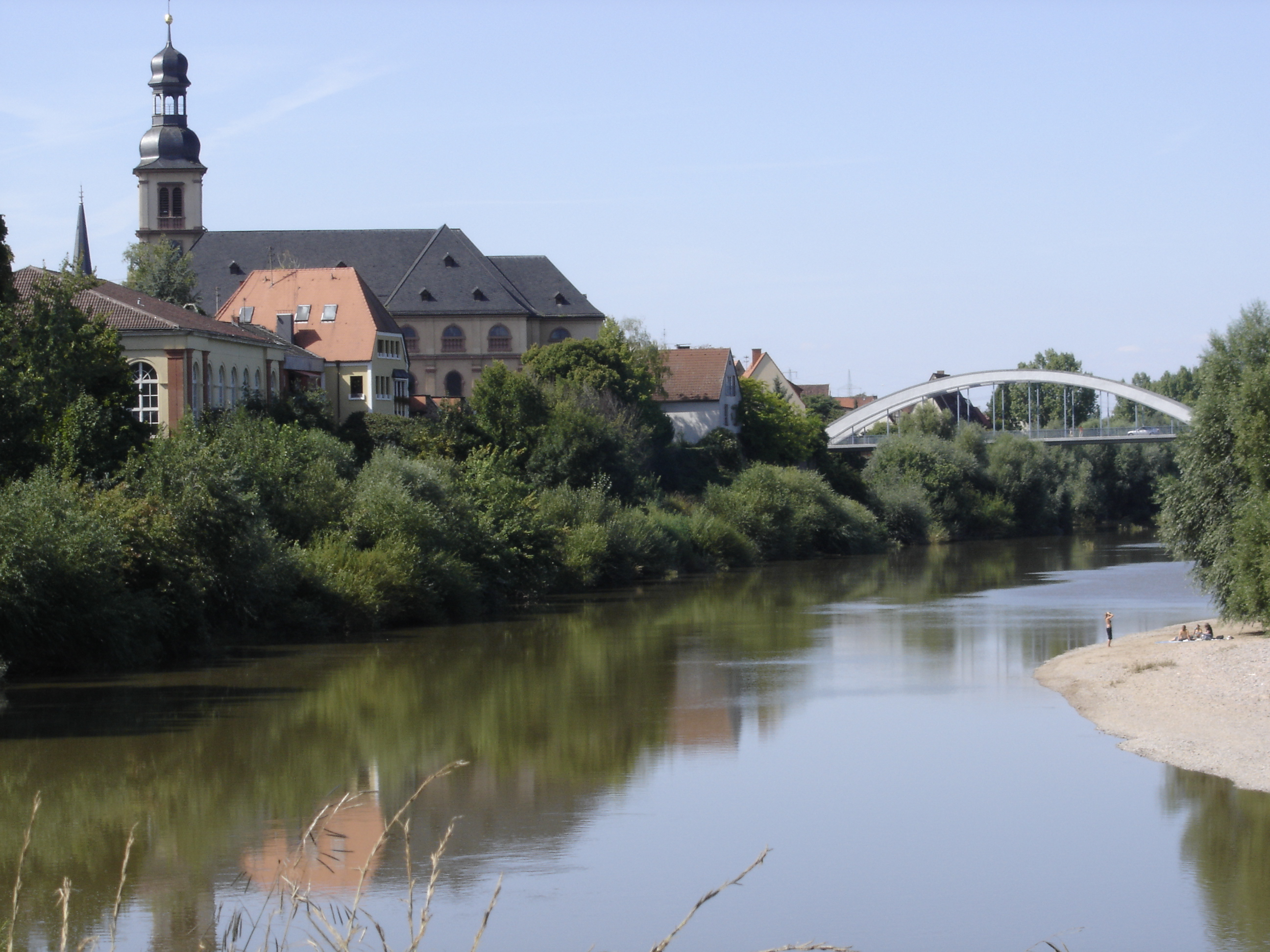
Seckenheim mit Schloss, St.-Aegidius-Kirche und Neckarbrücke

Seckenheim (kurpfälzisch: Seggene [ˈsəgənə]) ist ein Stadtteil von Mannheim in der Metropolregion Rhein-Neckar. Zusammen mit dem Stadtteil Hochstätt bildet es den Stadtbezirk Seckenheim.

## Geographie
Seckenheim liegt im Osten Mannheims direkt am Neckar. Angrenzende Stadtteile sind Friedrichsfeld, Rheinau, Hochstätt und Neuostheim. Auf der anderen Neckarseite – über die Neckarbrücke zu erreichen – liegt Ilvesheim, das zum Rhein-Neckar-Kreis gehört.

## Geschichte

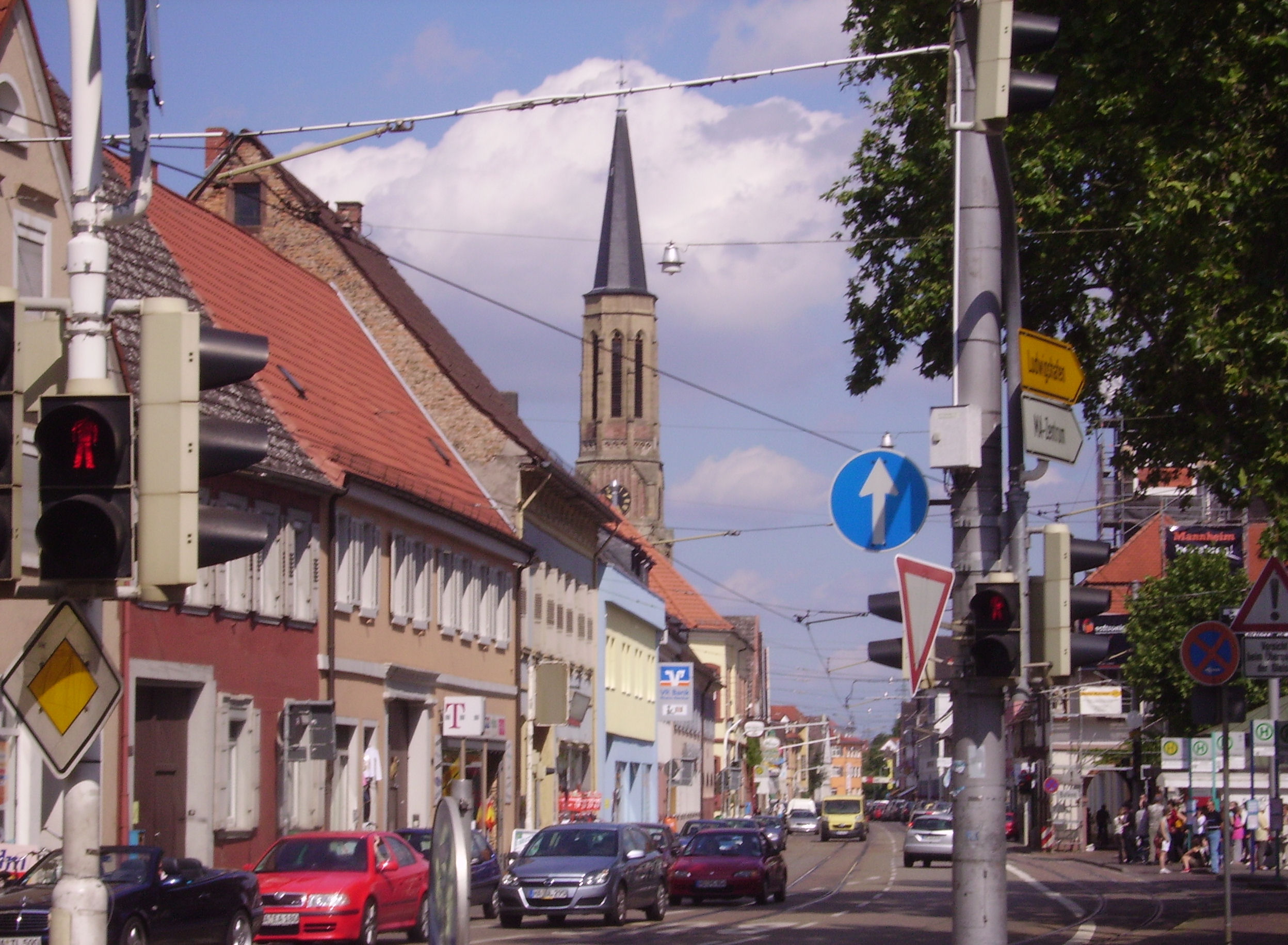
Ortsdurchfahrt Seckenheimer Hauptstraße

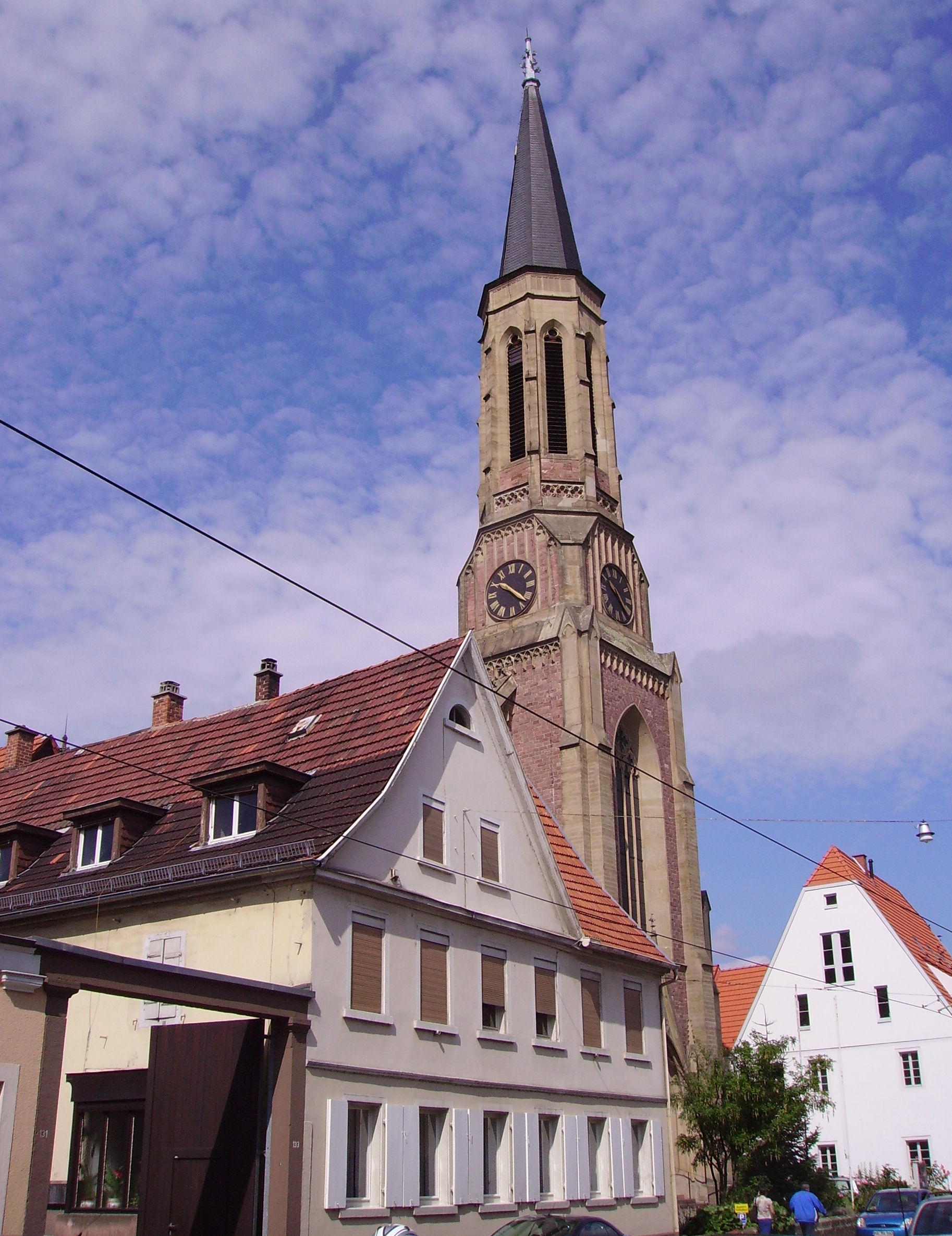
Erlöserkirche

Eine Besiedlung des Gebiets in römischer Zeit zwischen 74 n. Chr. und dem frühen 2. Jahrhundert ist durch den Fund eines Ziegelofens belegt.
Erstmals wurde Seckenheim 766 im Lorscher Codex erwähnt, insgesamt dort 64 Mal in mehreren Schreibweisen. Die Herkunft des Ortsnamens ist daher nicht abschließend geklärt; wahrscheinlich ist „Heim des Sikko“ und damit fränkischer Ursprung.
Bis 1247 gehörte es zum Kloster Lorsch und damit zum Erzbischof von Mainz. Dann fiel es nach einer heftigen Fehde an den Pfalzgrafen Otto II. 1274 gab es erstmals ein Gericht. Um 1439 war Seckenheim ein wohlhabendes Dorf mit 450 Einwohnern. Am 30. Juni 1462 kam es während des Badisch-Pfälzischen Kriegs südöstlich des heutigen Stadtteils zur Schlacht bei Seckenheim, bei der Kurfürst Friedrich I. seine Nachbarn Markgraf Karl von Baden, Bischof Georg von Metz und Graf Ulrich von Württemberg entscheidend schlagen und seine Vormachtstellung sichern konnte.
Während des Dreißigjährigen Kriegs fiel Seckenheim 1623 an Kurmainz und gelangte erst 1651 nach dem Bergsträßer Rezess wieder an die Kurpfalz zurück. 1682 wurde auf Seckenheimer Gemarkung Friedrichsfeld gegründet. 1768 baute Freiherr von Stengel das Schloss Seckenheim, den Park am Neckar und südlich den Stengelhof (heute in Mannheim-Rheinau). Zu Beginn des 19. Jahrhunderts lebte hier vorübergehend Napoleons unehelicher Sohn Léon Denuelle.
1786 gab es 1.098 Einwohner. Zusammen mit der rechtsrheinischen Kurpfalz wurde Seckenheim 1803 badisch. 1876 wurde der Bahnhof gebaut. Um ihn herum entstand in der Folge die Siedlung Hochstätt. 1891 wurde durch die Seckenheimer Hauptstraße die dampfgetriebene Schmalspurbahn Mannheim–Heidelberg gebaut, die spätere Oberrheinische Eisenbahn.
1873 wurde auf Seckenheimer Gemarkung die chemische Fabrik Rheinau errichtet. Um sie entstand eine Siedlung, die sich rasch entwickelte (unter anderem wurde der Rheinau-Hafen gebaut). 1910 hatte Seckenheim 5.754 und Rheinau 3.950 Einwohner. Dieses Gebiet wurde 1913 abgetrennt und zu Mannheim eingemeindet. Als Entschädigung erhielt Seckenheim das 225 ha große Kloppenheimer Feld.
1911 erhielt Seckenheim einen Wasserturm, im Volksmund Glatzkopp genannt. In den 1920er Jahren begann der Bau des Neckarkanals. Dadurch hatte der eigentliche Neckar oft so wenig Wasser, dass er mit Booten nicht mehr befahrbar war. 1927 wurde daher die Bogen-Brücke nach Ilvesheim gebaut. 1930 wurde Seckenheim nach langen Verhandlungen nach Mannheim eingemeindet.
1931 wurden in Suebenheim die ersten Wohnhäuser gebaut. Nach dem Zweiten Weltkrieg übernahm die United States Army die Seckenheimer Kasernen, ebenso die ehemalige Reichsautobahn-Gaststätte. Ab 1980 wurden im Westen und Süden Seckenheims Neubaugebiete erschlossen.
| Einwohnerentwicklung | 1439 | 1577 | 1777 | 1834 | 1875 | 1905 | 1910 | 1925  |
| -------------------- | ---- | ---- | ---- | ---- | ---- | ---- | ---- | ----- |
| Seckenheim           | 480  | 575  | 990  | 1738 | 3028 | 4776 | 5754 | 6875  |
| Rheinau              |      |      |      | 10   | 120  | 3152 | 3950 | s. o. |

## Politik, Verwaltung
Nach der Hauptsatzung der Stadt Mannheim hat jeder Stadtbezirk einen Bezirksbeirat, dem 12 dort wohnende Bürger angehören, die der Gemeinderat entsprechend dem Abstimmungsergebnis der Gemeinderatswahl bestellt. Sie sind zu wichtigen Angelegenheiten, die den Stadtbezirk betreffen, zu hören und beraten die örtliche Verwaltung sowie Ausschüsse des Gemeinderats.
| Partei / Liste   | 2019 | 2014 | 2009 | 2004 | 1999 | 1994 |
| ---------------- | ---- | ---- | ---- | ---- | ---- | ---- |
| CDU              | 3    | 4    | 4    | 6    | 7    | 6    |
| SPD              | 2    | 4    | 4    | 4    | 5    | 5    |
| GRÜNE            | 3    | 2    | 2    | 1    | 0    | 1    |
| Mannheimer Liste | 1    | 1    | 1    | 1    | 0    | 0    |
| AfD              | 1    | 1    | 0    | 0    | 0    | 0    |
| FDP              | 1    | 0    | 1    | 0    | 0    | 0    |
| Die Linke        | 1    | 0    | 0    | 0    | 0    | 0    |

Als einer der elf äußeren Stadtbezirke besitzt Seckenheim ein Gemeindesekretariat, dem örtliche Verwaltungsaufgaben obliegen.

### Wappen
Das Wappen entwickelte sich aus dem Gerichtssiegel, das sich erstmals 1573 nachweisen lässt. Es zeigt einen Baldachin, der in drei gotischen Spitzbögen ausläuft. Darunter auf einem Thron sitzend ein Abt, der in der Linken einen Krummstab und in der Rechten das Evangelium hält. Es geht zurück auf das Neustadter St. Ägidiusstift. Das Wappen wurde von dem in Seckenheim geborenen Heraldiker Hermann Grimm gestaltet.

## Kultur und Sehenswürdigkeiten

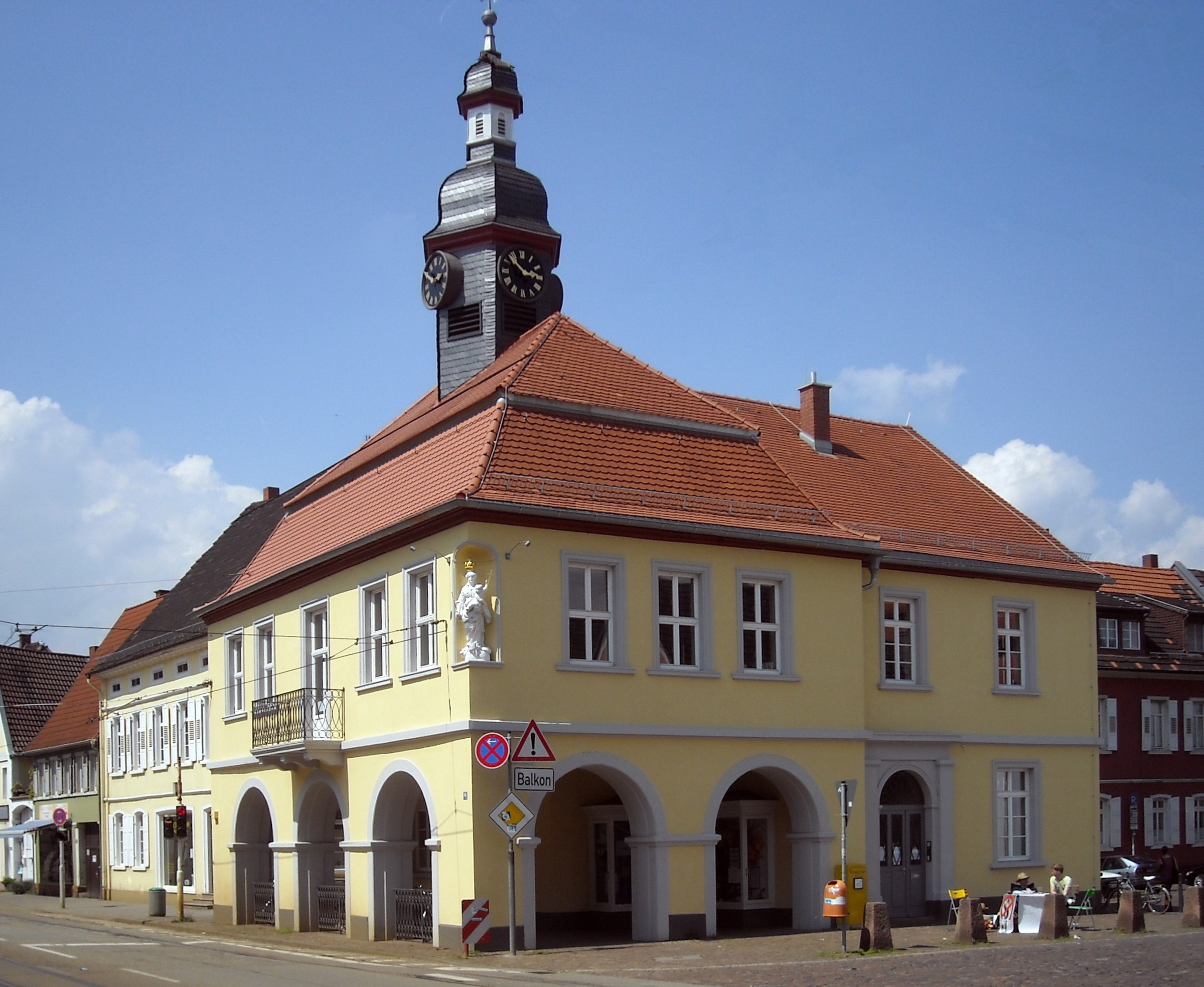
Altes Rathaus

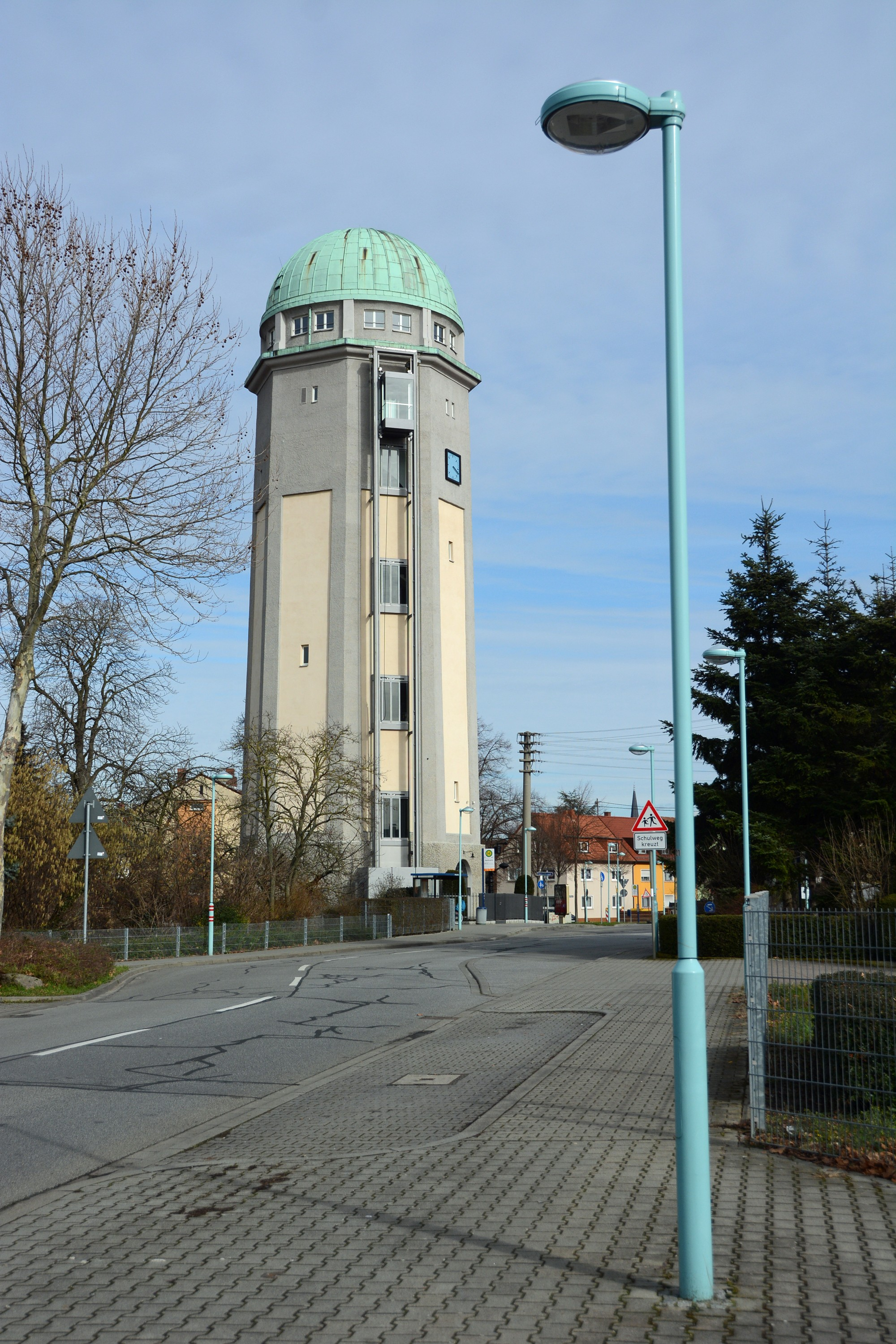
Wasserturm

In Seckenheim gibt es eine Filiale der Stadtbibliothek, die im 1718 erbauten „Alten Rathaus“ untergebracht ist. Im denkmalgeschützten Wasserturm unterhält die Firma Lochbühler das Aufzugmuseum, ein Museum zur Geschichte der Firma und der Aufzugstechnik. Der Wasserturm wird auch für Tagungen und Veranstaltungen genutzt. Der Stadtteil liegt an der Bertha Benz Memorial Route, die es jedem ermöglicht, die Strecke nachzufahren, die Bertha Benz für die erste automobile Fernfahrt der Geschichte gewählt hat.

## Sport
Das Hallenbad ist fast ausschließlich dem Schul- und Vereinsschwimmen vorbehalten. Südlich zwischen der Bundesautobahn 656 und dem Rangierbahnhof liegt eine große Pferderennbahn, auf der der Badische Rennverein regelmäßig Galopp-Rennen veranstaltet.

## Wirtschaft und Infrastruktur
Bereits seit 1935 hat Seckenheim einen eigenen Autobahn-Anschluss an die heutige A 656.

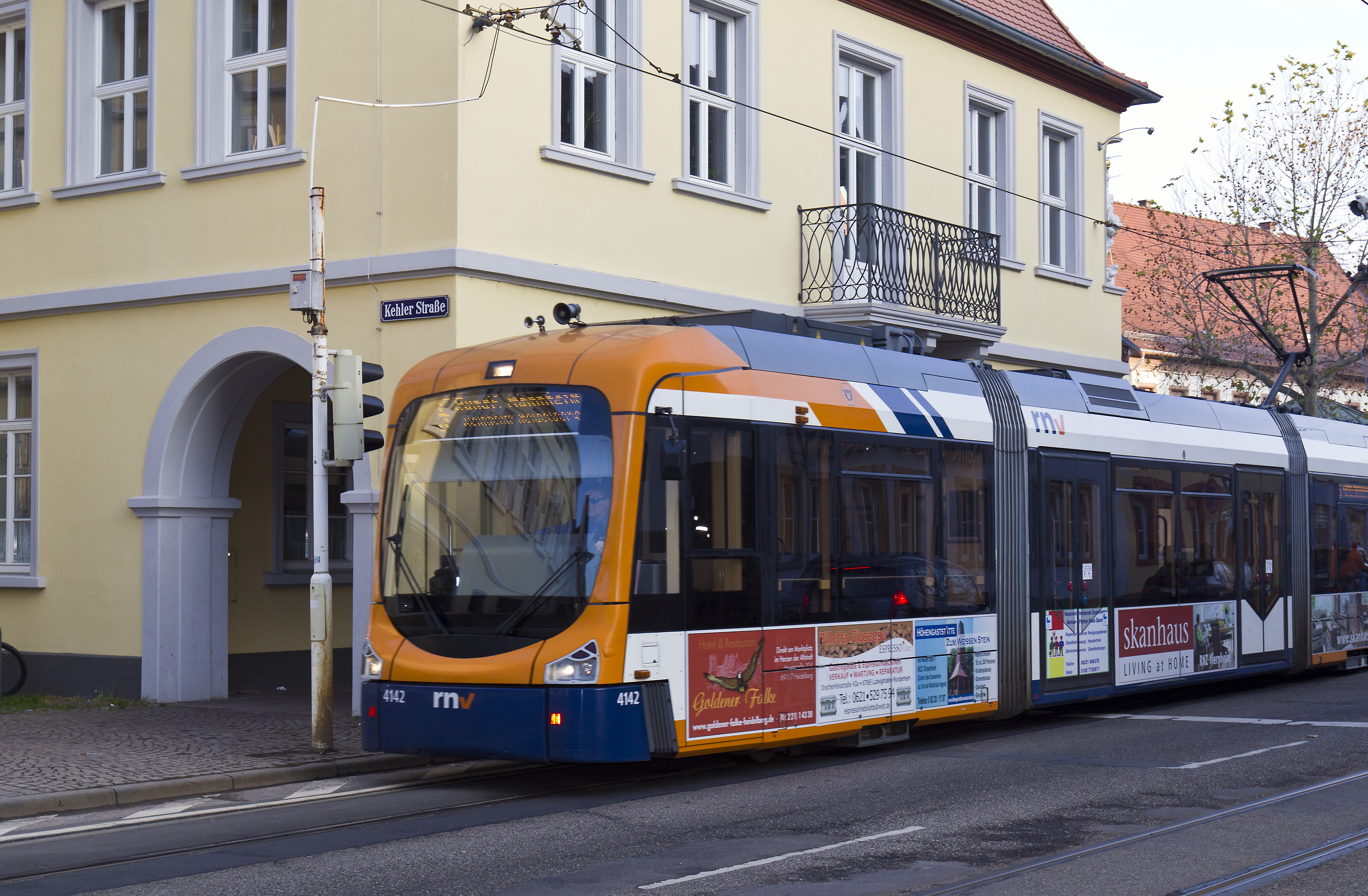
Linie 5 vor dem alten Rathaus

Durch das Ortsgebiet führt die Stadtbahnlinie 5 (auf einer Strecke der ehemaligen Oberrheinischen Eisenbahn) mit direkten Verbindungen in die Innenstädte von Mannheim und Heidelberg, sie wird von der Rhein-Neckar-Verkehr GmbH (RNV) betrieben. In Hochstätt befindet sich der Bahnhof Mannheim-Seckenheim, an dem die Züge der S-Bahn Rhein-Neckar und des Nahverkehrs von DB Regio schnelle Verbindungen nach Mannheim, Heidelberg und in das weitere Umland bieten. In die umliegenden Orte bestehen zudem Busverbindungen. Seckenheim gehört zum Tarifgebiet des Verkehrsverbunds Rhein-Neckar.

## Persönlichkeiten
- Johann Georg Hörner (1785–1873), Bürgermeister, Sozialreformer und Revolutionär
- Anton Müller (1799–1860), Mathematiker, Bibliothekar und Hochschullehrer
- Richard Möll (1927–2013), Sportlehrer und -funktionär